# Troféu Redentor de Melhor Atriz Coadjuvante
O Troféu Redentor de Melhor Atriz Coadjuvante é um prêmio laureado a melhor atriz secundária em um longa-metragem concedido pelo Festival do Rio dentro da competição principal da mostra Première Brasil do evento desde 2009, sendo um dos principais prêmios do cinema brasileiro. O festival foi idealizado em 1999 por meio da fusão de dois festivais, o Rio Cine Festival e a Mostra Banco Nacional de Cinema, que também premiava atuações femininas. No entanto, a categoria foi apresentada pela primeira vez no evento somente em sua décima primeira edição, em 2009.
O prêmio de melhor interpretação de uma atriz coadjuvante é dedicado a melhor atuação feminina dos filmes em competição pelo Troféu Redentor, sendo entregue desde a décima primeira edição, quando a atriz Cássia Kis recebeu o galardão por seu papel em Os Inquilinos. Aline Marta Maia é a atriz que mais venceu na categoria, recebendo o prêmio por dois anos consecutivos por seus trabalhos em Carvão (2022) e Pedágio (2023).
Carol Duarte e Juliana Carneiro da Cunha são as vencedoras mais recentes nesta categoria por seus papéis em Malu.

## Vencedoras
| Ano (edição)      | Vencedora(s)                                      | Papel                                             | Filme                                             | Ref.                                              |
| ----------------- | ------------------------------------------------- | ------------------------------------------------- | ------------------------------------------------- | ------------------------------------------------- |
| 2009 (11ª edição) | Cássia Kis                                        | Professora                                        | Os Inquilinos                                     | [ 4 ]                                             |
| 2010 (12ª edição) | Gisele Fróes                                      | Silvia                                            | VIPs                                              | [ 8 ]                                             |
| 2011 (13ª edição) | Maria Luísa Mendonça                              | Miriam                                            | Amanhã Nunca Mais                                 | [ 9 ]                                             |
| 2012 (14ª edição) | Alessandra Negrini                                | Rosalinda                                         | O Gorila                                          | [ 10 ]                                            |
| 2013 (15ª edição) | Martha Nowill                                     | Drica                                             | Entre Nós                                         | [ 11 ]                                            |
| 2014 (16ª edição) | Fernanda Rocha                                    | Paula                                             | O Último Cine Drive-in                            | [ 12 ]                                            |
| 2015 (17ª edição) | Alyne Santana                                     | Cacá                                              | Boi Neon                                          | [ 13 ]                                            |
| 2015 (17ª edição) | Julia Bernat                                      | Karine                                            | Aspirantes                                        | [ 13 ]                                            |
| 2016 (18ª edição) | Verónica Perrotta                                 | Rosário                                           | Mulher do Pai                                     | [ 14 ]                                            |
| 2017 (19ª edição) | Marjorie Estiano                                  | Ana Proença Nogueira                              | As Boas Maneiras                                  | [ 15 ]                                            |
| 2018 (20ª edição) | Eliane Giardini                                   | Lúcia                                             | Deslembro                                         | [ 16 ]                                            |
| 2019 (21ª edição) | Gabriela Carneiro da Cunha                        | -                                                 | Anna                                              | [ 17 ]                                            |
| 2020 (22ª edição) | Prêmio não entregue devido à pandemia de COVID-19 | Prêmio não entregue devido à pandemia de COVID-19 | Prêmio não entregue devido à pandemia de COVID-19 | Prêmio não entregue devido à pandemia de COVID-19 |
| 2021 (23ª edição) | Lara Tremouroux                                   | Michele                                           | Medusa                                            | [ 18 ]                                            |
| 2022 (24ª edição) | Aline Marta Maia                                  | Juracy                                            | Carvão                                            | [ 5 ]                                             |
| 2023 (25ª edição) | Aline Marta Maia                                  | Telma                                             | Pedágio                                           | [ 6 ]                                             |
| 2024 (26ª edição) | Carol Duarte                                      | Joana                                             | Malu                                              | [ 7 ]                                             |
| 2024 (26ª edição) | Juliana Carneiro da Cunha                         | Lili                                              | Malu                                              | [ 7 ]                                             |